# 平塚 (平塚市)
平塚（ひらつか）は、神奈川県平塚市に存在する町名。住居表示実施済みであり、1丁目から5丁目まで存在する。2023年9月1日現在の人口は5279人である。

## 概要
平塚市の市名の由来となった平塚の塚が所在し、東海道の宿場町である平塚宿の跡でもある平塚市の旧市街といえる古くからの街である。
現在は旧国道1号で平塚市道となっている平塚宿沿いの旧東海道の他に、戦後になって新規にバイパスとして付け替えられた国道1号が域内を通過している。

## 学区
市立小・中学校に通う場合、学区は以下の通りとなる。
| 番地 | 小学校               | 中学校               |
| ---- | -------------------- | -------------------- |
| 全域 | 平塚市立富士見小学校 | 平塚市立春日野中学校 |

## 周辺の交通
- 域内に鉄道駅はないが、最寄り駅として平塚駅が利用できる。
- 域内には複数のバス停が存在する。

## その他

### 日本郵便
- 郵便番号 : 254-0052[1]（集配局 : 平塚郵便局[3]）。